# پابلو اررا
پابلو اررا (اسپانیایی: Pablo Herrera‎؛ زادهٔ ۲۹ ژوئن ۱۹۸۲) بازیکن والیبال ساحلی اهل اسپانیا است.